# Stephanie Malherbe
Stephanie Hana Malherbe (sinh ngày 5 tháng 4 năm 1996) là một cầu thủ bóng đá của hiệp hội người Mỹ gốc Nam Phi. Cô có quốc tịch Nam Phi, nên vừa là cầu thủ cho cho đội bóng đá nữ Texas A & M Aggies, và đội bóng đá nứ quốc gia Nam Phi cô tham gia thi đấu tại Thế vận hội mùa hè 2016.

## Sự nghiệp quốc tế
Malherbe đã được cấp quốc tịch Nam Phi trước vòng loại cho Thế vận hội Mùa hè 2016 tại Rio de Janeiro, nhằm cho phép cô chơi cho đội bóng đá quốc gia của Bóng đá nữ Nam Phi trong một giải bóng đá. Mặc dù cô từng không thể làm như vậy vì sự kiên trì trong việc thỉnh cầu của mình, cô đã được đào tạo với đội U20 nữ. Cô ấy nói rằng "Tôi rất ngại và không biết liệu tôi có được chấp nhận hay không. Nhưng đội rất hoan nghênh và bây giờ tôi cảm thấy rất thoải mái giữa các đồng đội của mình. Tôi đoán là một người bạn thích nghi nhanh chóng và đó là những gì tôi đã làm".
Hồ sơ quốc tịch Nam Phi của cô đã đến trước Thế vận hội, và vì vậy cô đã được chọn cho đội tuyển chơi ở đó. Cô nói: "Tôi chưa bao giờ thực sự nghĩ rằng một ngày nào đó tôi sẽ tham gia Thế vận hội. Nhưng thành thật mà nói, đây là một giấc mơ lớn của tôi từ khi còn rất nhỏ nhưng tôi chưa bao giờ nghĩ rằng mình có thể biến nó thành hiện thực, vì vậy nó là rất thú vị." Cô ra sân lần đầu tiên trong trận đấu với đội bóng đá nữ quốc gia Cameroon ở Doula, Cameroon, vào ngày 25 tháng 3 năm 2016.